# Carrollton, Alabama
Carrollton là một thị trấn thuộc quận Pickens, tiểu bang Alabama, Hoa Kỳ. Dân số năm 2009 là 910 người, mật độ đạt 171 người/km².